# أردعلي
أردعلي (بالفارسية: اردعلی) هي قرية تقع في Hasanabad Rural District في إيران. يقدر عدد سكانها بـ 704 نسمة بحسب إحصاء 2016.